# 米氏海参
米氏海参（学名：Holothuria moebii）为海参科海参属的动物。分布于从毛里求斯到塞舌尔群岛、斯里兰卡、日本、菲律宾、印度尼西亚、南太平洋诸岛、澳大利亚以及中国大陆的福建、广东、香港、海南等地，主要栖息于低潮区石下。该物种的模式产地在香港。